# Liste der Monuments historiques in Aubigny-lès-Sombernon
Die Liste der Monuments historiques in Aubigny-lès-Sombernon führt die Monuments historiques in der französischen Gemeinde Aubigny-lès-Sombernon auf.

## Liste der Immobilien
| Bezeichnung    | Beschreibung           | Standort                  | Kennzeichnung | Schutzstatus | Datum | Bild           |
| -------------- | ---------------------- | ------------------------- | ------------- | ------------ | ----- | -------------- |
| Friedhofskreuz | Stein, 15. Jahrhundert | Ruelle de l’Eglise (Lage) | PA00112074    | Classé       | 1991  | weitere Bilder |

## Liste der Objekte
| Bezeichnung                        | Beschreibung                                                  | Standort                     | Kennzeichnung | Schutzstatus | Datum | Bild |
| ---------------------------------- | ------------------------------------------------------------- | ---------------------------- | ------------- | ------------ | ----- | ---- |
| Skulptur Gabrielle de Rochechouart | Kalkstein, farbig gefasst, zweite Hälfte des 16. Jahrhunderts | in der Kirche St-Paul (Lage) | PM21000106    | Classé       | 1916  |      |
| Skulpturengruppe Heiliger Rochus   | Kalkstein, farbig gefasst, zweite Hälfte des 16. Jahrhunderts | in der Kirche St-Paul (Lage) | PM21000107    | Classé       | 1960  |      |